# تل عقارب
تل عقارب  قرية سوريّة تتبع إداريّاً لمحافظة حلب منطقة جبل سمعان ناحية تل الضمان، بلغ تعداد سكانها 398 نسمة حسب التعداد السكاني لعام 2004.